# Ica Kinamo
Ica Kinamo är en 35mm filmkamera av tyska kameratillverkaren Internationale Camera Actiengesellschaft (ICA) släppt 1921. Kameran tillverkades på ICA-fabriken (senare Carl Zeiss) från 1921 och tog 50 fot (ca 15 meter) magasin. Kameran kom med två olika objektiv 

## Historia

### 1921
Kameran designas av Emanuel Goldberg och släpps till allmänheten.

### 1923
En fjärrdriven motorvariant skapas och släpps året därpå.

### 1926
Kameran byter namn till Zeiss Ikon Kinamo.

## Användare
- Joris Ivens[1]